# Trstenik (Šentrupert, Slovenija)
Trstenik je naselje u slovenskoj Općini Šentrupertu. Trstenik se nalazi u pokrajini Dolenjskoj i statističkoj regiji Jugoistočnoj Sloveniji. 

## Stanovništvo
Prema popisu stanovništva iz 2002. godine naselje je imalo 104 stanovnika.